# خراة (الحد)

تعديل مصدري - تعديل

خراة هي إحدى قرى عزلة الحد بمديرية الحد التابعة لمحافظة لحج، بلغ تعداد سكانها 259 نسمة حسب تعداد اليمن لعام 2004.